# هالیوود (وبگاه)
هالیوود یک وب سایت خبری سرگرمی است که موضوعات فرهنگ عامه‌پسند از جمله فیلم، تلویزیون، موسیقی و افراد مشهور را پوشش می دهد. هالیوود دات کام عمدتا متعلق به میچل روبنشتاین و لوری اس. سیلورز است که پیشتر کانال Sci-Fi (سای‌فای کنونی) را تاسیس کرده بودند.

## تاریخچه
وبگاه هالیوود در دهه ۹۰ میلادی راه‌اندازی شد و در سال ۱۹۹۶ توسط شرکت تایمز میرور خریداری و اداره شد.